# Cualbra abellera gran
La cualbra abellera gran (Russula foetens), també anomenada abellera gran, és una espècie de fong de l'ordre dels russulals (Russulales),  família de les russulàcies. És la cualbra més característica del grup de cualbres abelleres. És un bolet tòxic.

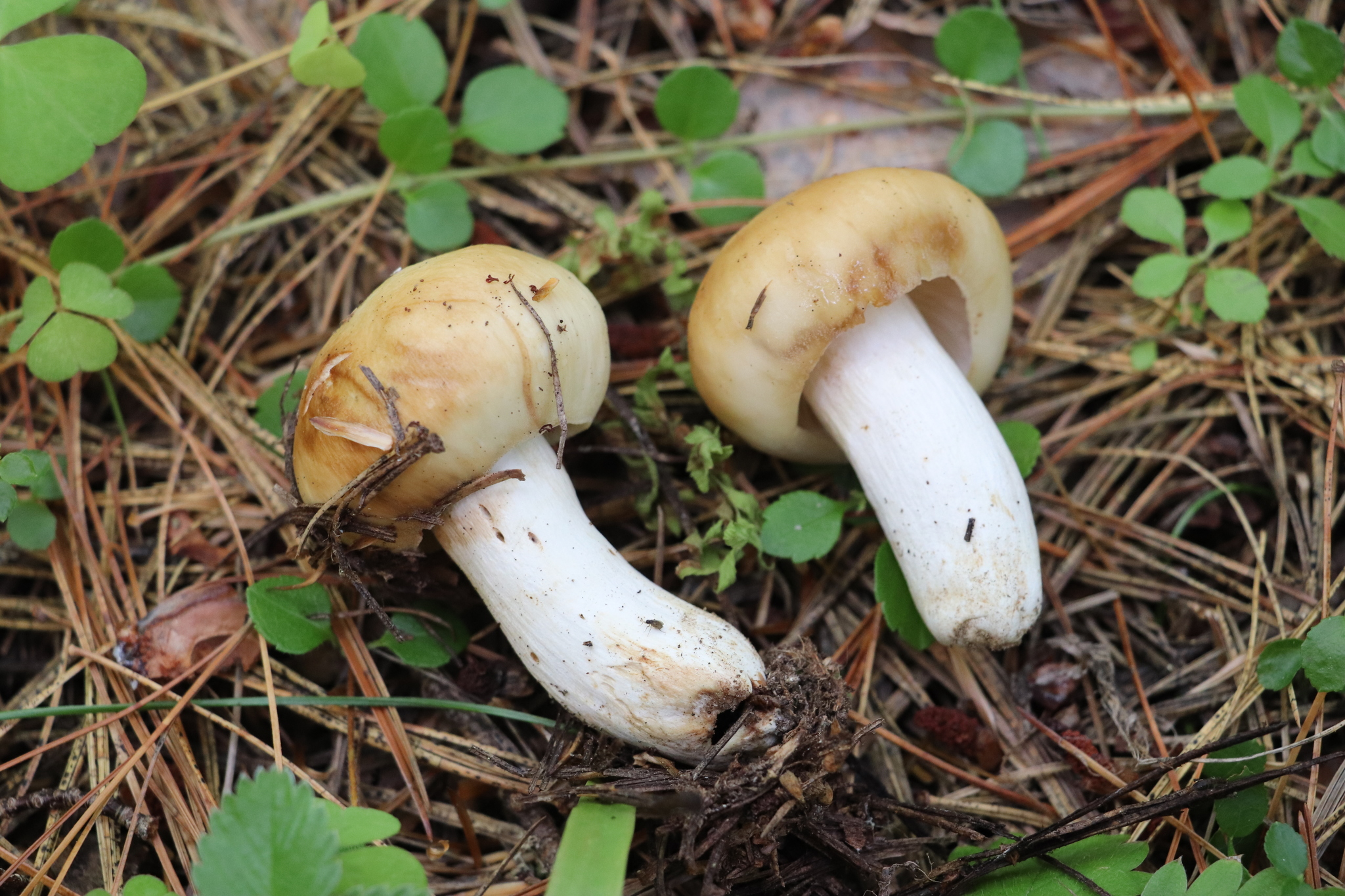
Dos exemplars joves d'abellera gran (Russula foetens)

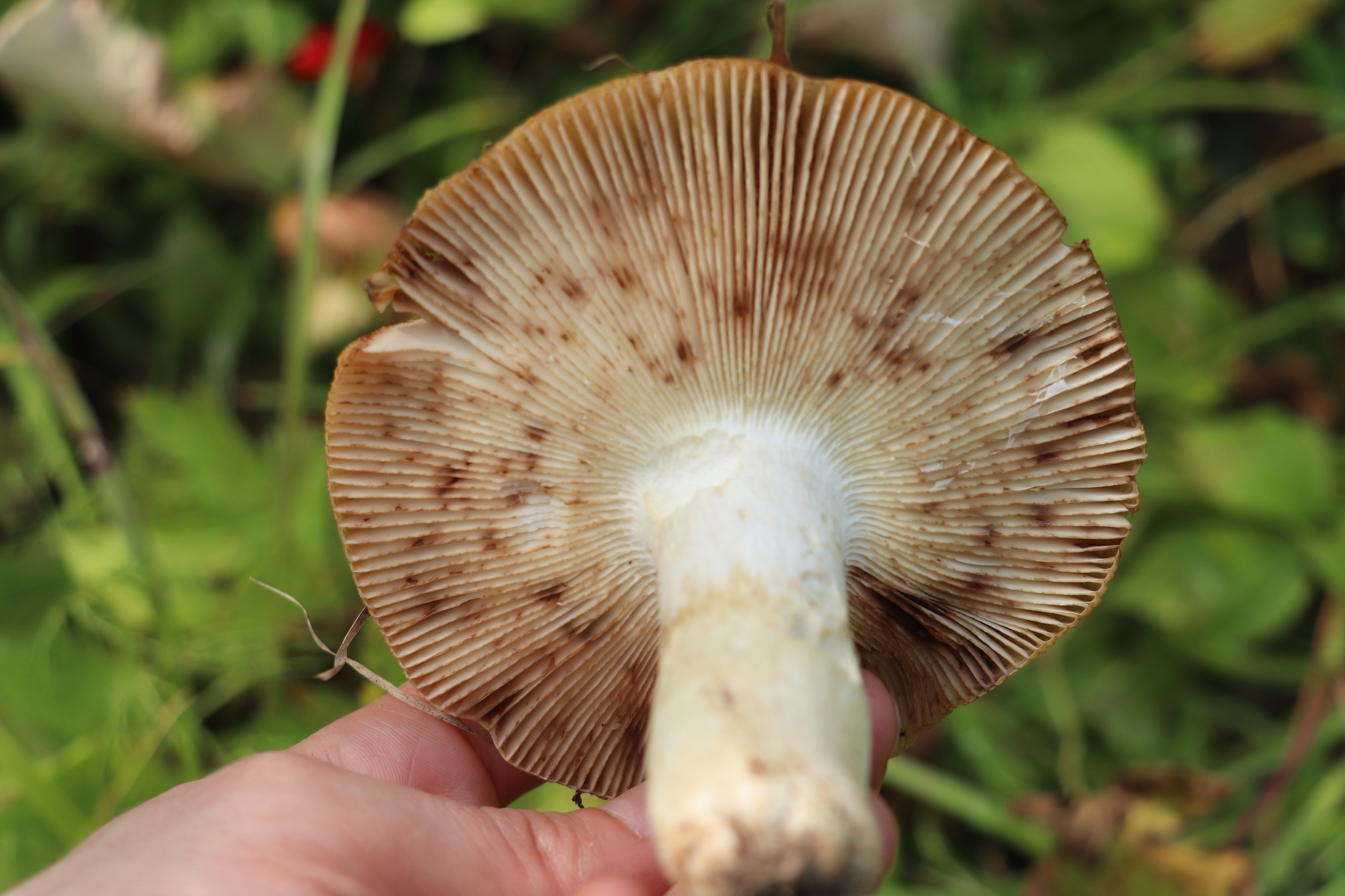
Revers del barret d'abellera gran mostrant l'aresta de les làmines blanques tacada de bru

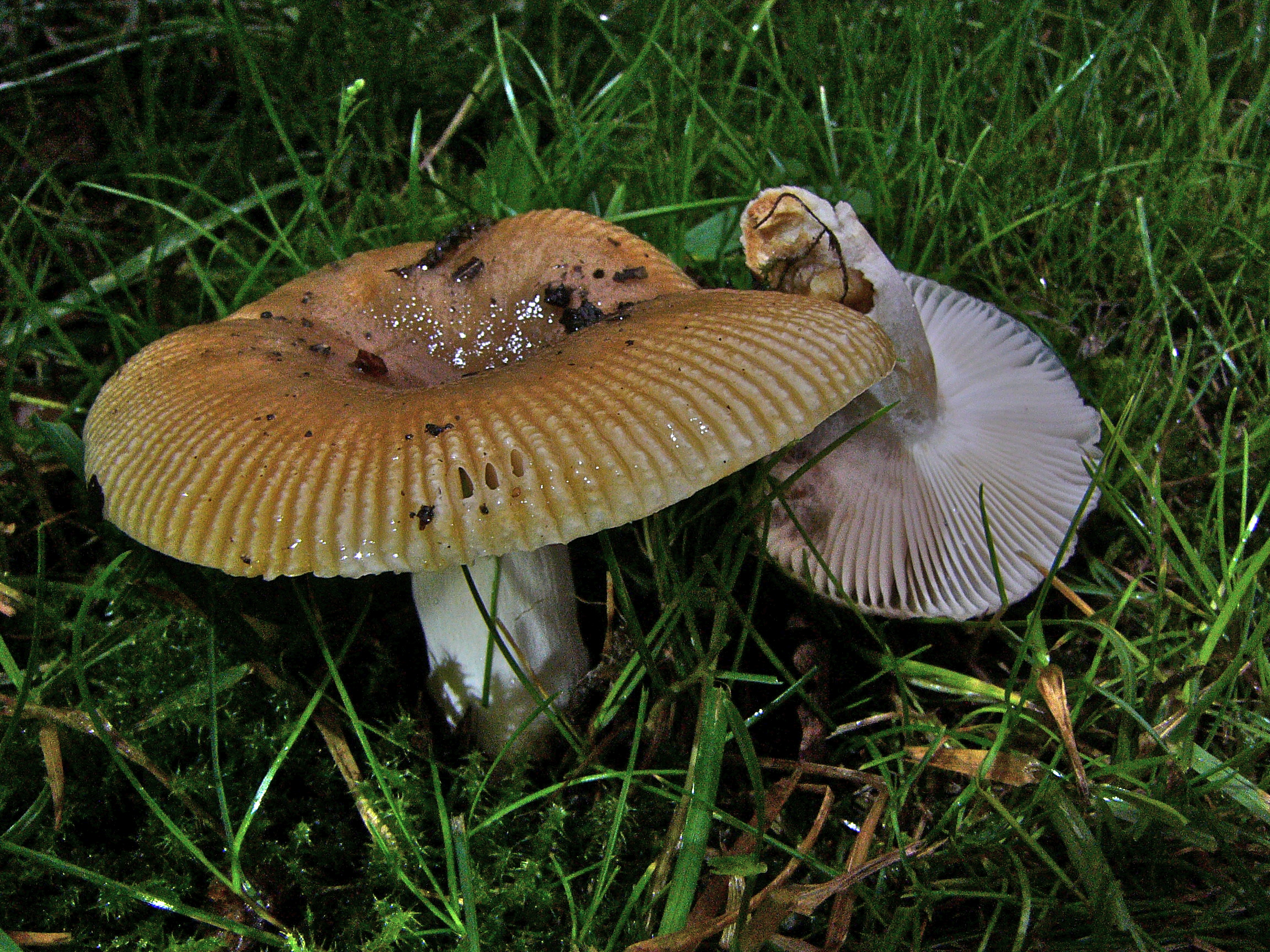
Detall del barret de l'abellera gran mostrant el marge pentinat

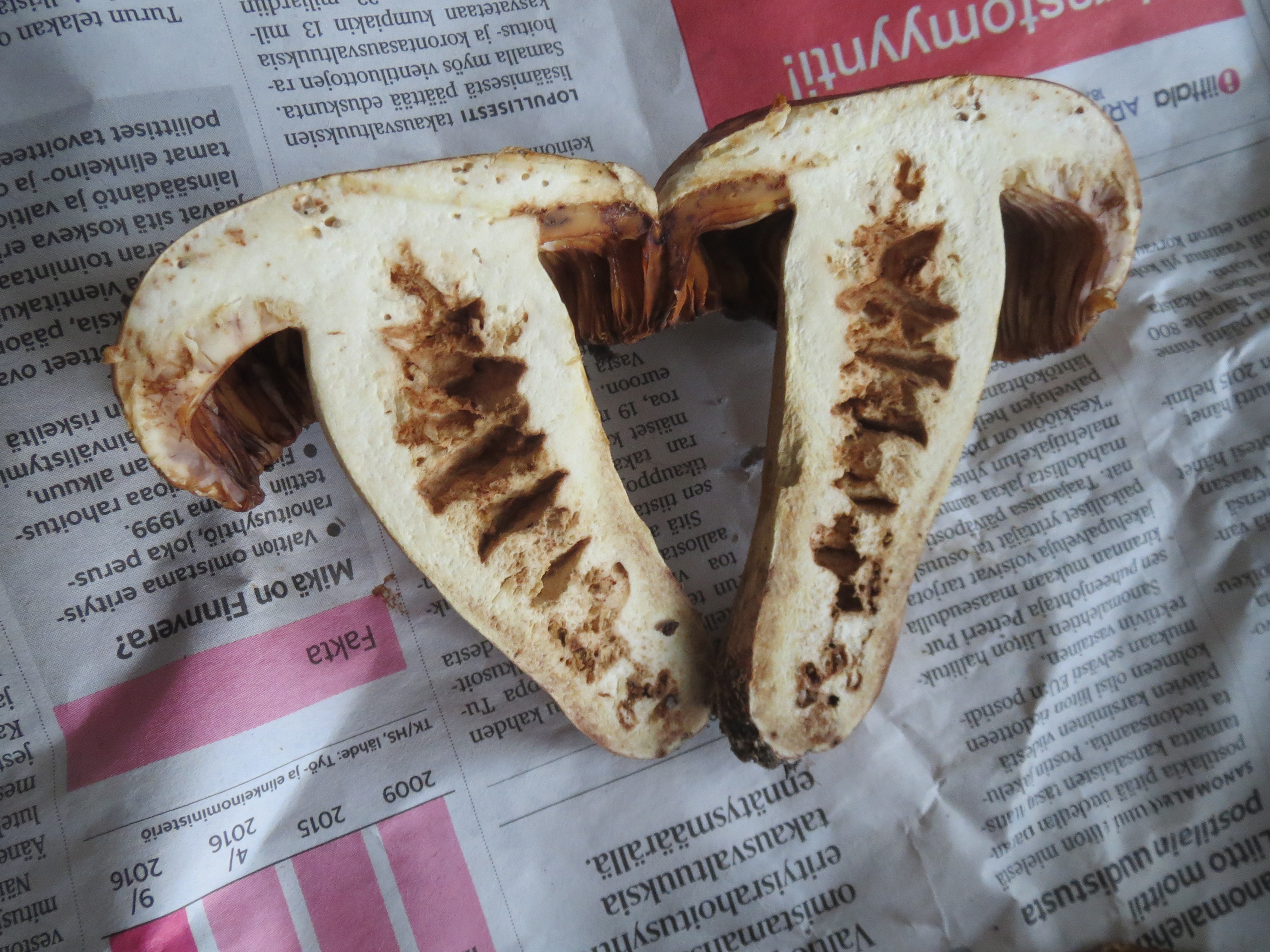
Secció d'un exemplar d'abellera gran mostrant la cama cavernosa

## Descripció
El barret és, de bon principi, arrodonit, si bé en madurar es va aplanant fins a quedar amb una forma més o menys irregular i una mica deprimida. Mesura entre 10 i 17 cm de diàmetre. La superfície és de color bru groguenc al centre i ocraci al marge, i presenta taques disposades a l'atzar de color vermellós; és llisa, lluent, lleugerament viscosa i amb el marge estriat.
Les làmines són denses, fràgils i blanques, color que esdevé crema en madurar les espores. L'aresta, que pot deixar anar petites gotes aquoses en els exemplars joves, té el mateix color de la resta de la làmina.
La cama és de color blanc i està tacada de bru a la base, mesura 7-12 x 3-4,5 cm, és cilíndrica, robusta i sovint té l'interior cavernós.
La carn és dura, compacta, densa i de color blanc, que es taca de vermell a les ferides, sobretot a la base de la cama.
Fa una olor molt intensa i desagradable (a oli ranci), a la qual fa referència el nom popular. El sabor és molt picant i persisteix després de la cocció.
Les espores són de subgloboses a ovoides, amb berrugues còniques, amiloides i denses. Mesuren 7,5-10 x 6-8 micres

## Hàbitat i distribució geogràfica
És un bolet força comú que fructifica durant la primavera, finals de l'estiu i la tardor (des del maig fins al novembre) en boscos de coníferes i planifolis (pinedes, alzinars, suredes, rouredes, boscos mixtos, fagedes i avetoses), indiferentment de si es troben en zones baixes o de muntanya (entre 100 i 1.700 m d'altitud).
La seua àrea de distribució comprèn Europa (Andorra, Àustria, Dinamarca, Finlàndia, França, Alemanya, Islàndia, Irlanda, Itàlia, Luxemburg, Noruega, Polònia, Eslovàquia, Eslovènia, l'Estat espanyol -incloent-hi el País Basc, l'Alta Ribagorça, la Fageda d'en Jordà, el Parc Natural del Cadí-Moixeró, la serra de Collserola, etc.-, Suècia, Suïssa i la Gran Bretanya), l'Àfrica del Nord (el Marroc), Àsia (Mongòlia, la Xina, Corea del Nord, Corea del Sud i el Japó), Amèrica (el Canadà, els Estats Units, Mèxic, Guatemala i Costa Rica), Austràlia i Nova Zelanda.

## Reaccions químiques
Fe + carn: A la cama, rosa pàl·lid.
KOH + carn: A la cama, negativa

## Risc de confusió amb altres espècies
L'abellera d'ametlles amargues (Russula grata) (=Russula laurocerasi) és una espècie que s'hi assembla molt però, com indica el nom popular, té una olor diferent, que recorda la de les ametlles amargues. L'abellera tacada (Russula illota) fa el mateix olor d'ametlles amargues però menys marcat i, alhora, recorda el de l'abellera gran; la superfíe del barret té taques de bru fosc a pertot.
L'abellera petita (Russula subfoetens) és més menuda, 5-10(15) cm, de superfície gairebé seca, de carn que grogeja al tall i reacció positiva al KOH (groc).

## Etimologia
El seu epítet específic (foetens) és d'origen llatí i vol dir "d'olor desagradable".

## Comestibilitat
No és comestible, ja que és tòxica i la seua ingestió provoca trastorns gastrointestinals.